# Lituania en los Juegos Olímpicos de Sankt Moritz 1928
Lituania estuvo representada en los Juegos Olímpicos de Sankt Moritz 1928 por un deportista que compitió en patinaje de velocidad.  
El equipo olímpico lituano no obtuvo ninguna medalla en estos Juegos.